# Gemeentelijke herindelingsverkiezingen in Nederland 2004
De gemeentelijke herindelingsverkiezingen in Nederland 2004 waren tussentijdse verkiezingen voor een Nederlandse gemeenteraad die gehouden werden op 17 november 2004.
Deze verkiezingen werden gehouden in 27 gemeenten die betrokken waren bij een herindelingsoperatie die op 1 januari 2005 werd doorgevoerd.
De volgende gemeenten waren bij deze verkiezingen betrokken:
- de gemeenten Aalten en Dinxperlo: samenvoeging tot een nieuwe gemeente Aalten.[1]
- de gemeenten Borculo, Eibergen, Neede en Ruurlo: samenvoeging tot een nieuwe gemeente Berkelland.[1]
- de gemeenten Hengelo, Hummelo en Keppel, Steenderen, Vorden en Zelhem: samenvoeging tot een nieuwe gemeente Bronckhorst.[1]
- de gemeenten Bathmen en Deventer: samenvoeging tot een nieuwe gemeente Deventer.[1]
- de gemeenten Doetinchem en Wehl: samenvoeging tot een nieuwe gemeente Doetinchem.[1]
- de gemeenten Groenlo en Lichtenvoorde: samenvoeging tot een nieuwe gemeente Oost Gelre.[1]
- de gemeenten Gorssel en Lochem: samenvoeging tot een nieuwe gemeente Lochem.[1]
- de gemeenten Bergh en Didam: samenvoeging tot een nieuwe gemeente Montferland.[1]
- de gemeenten Gendringen en Wisch: samenvoeging tot een nieuwe gemeente Oude IJsselstreek.[1]
- de gemeenten Angerlo en Zevenaar: samenvoeging tot een nieuwe gemeente Zevenaar.[1]
- de gemeenten Warnsveld en Zutphen: samenvoeging tot een nieuwe gemeente Zutphen.[1].

In deze gemeenten zijn de reguliere gemeenteraadsverkiezingen van 7 maart 2006 niet gehouden.
Door deze herindelingen daalde het aantal gemeenten in Nederland van 483 naar 467.